# Артиг (монета)

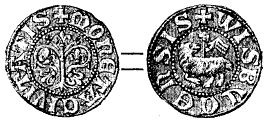
Эртуг, отчеканенный в городе Висбю на острове Готланд

Артуг, артиг, эртуг или ортуг (нем. Artig; швед. örtug) — серебряная монета, чеканившаяся в Швеции в XIV веке, позднее в Ливонском ордене епископами Риги и Дерпта. Эртуг (ортуг) — транслитерация шведского названия монеты, артиг — немецкого, артуг — наименование, встречающееся в древнерусских летописях.

## Эртуг (ортуг) в Швеции
Первоначально эртуг — единица измерения массы в скандинавских странах, равная 1⁄3 эре или 1⁄24 марки (в разное время 205—218 граммов). Впоследствии это счётная денежная единица, содержащая от 8 до 16 пеннингов.
Точное происхождение слова «эртуг» неизвестно. Аделаида Анатольевна Сванидзе в своей статье «Обмен и эволюция средств обращения в Швеции с XIII до начала XVI века» приводит две версии: «Örtug (örtugh, örtogh, др.-нем. artogh, ertug, латинск. solidus) — также от латинск. aurum и др. сканд. öra; возможно, однако, что ortug этимологически связан с or, eir (др.-исландск. «медь», лат. aes), т. е. ör-togr=10 медяков=10 мелких монет=10 пеннингов (ср. др.-шведск. tinger, tighet — количество десятков). В более поздней редакции Вестйётских областных законов (около 1300 г.) встречается и форма artogh (наряду с orthogh), что свидетельствует о немецком влиянии».
Впервые эртуг в монетной форме появился в 1370 году в правлении короля Альбрехта как подражание любекскому виттену. Он был приравнен к 8 пеннингам. Первоначальный вес монеты составлял 1,2 грамма (серебро 810 пробы). В дальнейшем её вес постоянно снижался: во времена короля Эрика он составлял уже 0,88 грамма, в правление Кристиана I — 0,7 грамма, а к 1534 году — всего 0,54 грамма.
Во времена правления Густава Вазы в Швеции была проведена денежная реформа, впервые в обращение был введён в монетной форме эре, ранее являвшийся мерой веса. Во время реформы было изменено соотношение пеннинга к эртугу, вместо 8 пеннингов эртуг стал равняться 12 пеннингам. В то же время отношение эртуга к введённому эре в монетной форме было сохранено (3 эртуга = 1 эре).
В разное время чеканка эртугов в Швеции производилась в городах Стокгольме, Уппсале, Вестеросе и Висбю на острове Готланд. В Швеции монеты в разном весе и пробе выпускалась с 1370 по 1776 год.
С начала чеканки и до реформы 1521 года эртуг являлся основной и самой крупной шведской монетой. В XIII—XIV веках в Европе на смену монетам денариевого типа приходят более крупные монеты грошевого типа, в Швеции таким «грошем» являлся эртуг, став таким образом первой шведской монетой крупнее пеннинга. Период чеканки эртуга в шведской нумизматике принято называть «эртуговый период».
Именно на эртугах впервые появилось изображение трёх шведских корон в том виде, в котором они изображаются сейчас — 2 короны над одной.

## Артиг (артуг) в Прибалтике, Новгороде и Пскове
В связи с порчей монет в Ливонском ордене у населения большей популярностью стали пользоваться шведские эртуги. На немецком языке новые монеты назывались артиги. Епископ Дерпта, а позднее и Риги, приняли решение чеканить монеты в подражание шведским. Непродолжительное время чеканка артигов велась также в Ревеле (Таллин). Из одной готландской марки серебром чеканили 156 артигов в серебряной монете.
Чеканенные в Ливонском ордене монеты имели ограниченное хождение на территории Новгородского и Псковского княжеств, где назывались артугами. После подорожания серебра в Европе и существенного сокращения его поступления в слитках в Новгород и Псков в княжествах была проведена денежная реформа. Основной денежной единицей вместо гривны серебра и гривны кун стали западноевропейские разменные монеты, в том числе артиги. В 1409 году в псковских летописях появляется запись: «Тоя же зиме в Пскове отложиша коунами торговати и начаша пенязми торговати», в 1410-м в новгородских: «начаша Новгородци торговати белками Лобци и гроши Литовьскими и артуги Немецкими, а куны отложиша».
Со временем проба ливонских артигов ухудшилась до биллона, в конечном итоге их стали чеканить уже из посеребрённой меди. Ухудшение пробы ливонских, а также других монет, имевших хождение в Новгороде и Пскове, вынудили эти города начать чеканку собственной монеты для внутренней торговли. В 1420 году в новгородских летописях появляются записи, в которых вновь упоминаются артиги (артуги): «В лето 6928 начаша новгородци торговати денги серебряными, а артуги попродаша Немцом, а торговале имы 9 лет» и в 1425 году в псковских: и «Того же лета псковичи отложиша пенязями торговати и начата в чисте сребре деньги лити, и оттоле начата деньгами торговати».